# د سوتو (آیووا)
دا سوتو (به انگلیسی: De Soto) شهری در ایالت آیووا کشور ایالات متحده آمریکا است که جمعیت آن در سرشماری سال ۲۰۱۰ میلادی، ۱٬۰۵۰ نفر بوده‌است.